# Phora (geslacht)
Phora is een geslacht van insecten uit de familie van de Bochelvliegen (Phoridae), die tot de orde tweevleugeligen (Diptera) behoort.

## Soorten
- P. adducta Schmitz, 1955
- P. aerea Schmitz, 1930
- P. americana Schmitz and Wirth, 1954
- P. artifrons Schmitz, 1920
- P. aterrima (Fabricius, 1794)
- P. atra (Meigen, 1804)
- P. bullata Schmitz, 1927
- P. carlina Schmitz, 1930
- P. cilicrus Schmitz, 1920
- P. coangustata Schmitz, 1927
- P. convallium Schmitz, 1928
- P. convergens Schmitz, 1920
- P. cristipes Schmitz and Wirth, 1954
- P. dubia (Zetterstedt, 1848)
- P. edentata Schmitz, 1920
- P. hamata Schmitz, 1927
- P. holosericea Schmitz, 1920
- P. horrida Schmitz, 1920
- P. hyperborea Schmitz, 1927
- P. indivisa Schmitz, 1948
- P. limpida Schmitz, 1935
- P. obscura (Zetterstedt, 1848)
- P. occidentata Malloch, 1912
- P. penicillata Schmitz, 1920
- P. pilifemur Borgmeier, 1963
- P. postrema Borgmeier, 1963
- P. praepandens Schmitz, 1927
- P. pubipes Schmitz, 1920
- P. speighti Disney, 1982
- P. stictica Meigen, 1830
- P. sulcaticerca Borgmeier, 1963
- P. tincta Schmitz, 1920
- P. tripliciseta Schmitz and Wirth, 1954
- P. velutina Meigen, 1830
- P. viridinota Brues, 1916